# Píseň chudoby
Píseň chudoby (v anglickém originále Poorhouse Rock) je 22. díl 33. řady (celkem 728.) amerického animovaného seriálu Simpsonovi. Scénář napsal Tim Long a díl režírovala Jennifer Moellerová. V USA měl premiéru dne 22. května 2022 na stanici Fox Broadcasting Company a v Česku byl poprvé vysílán 27. června 2022 na stanici Prima Cool.

## Děj
Marge si pozve domů kamarádky a dívají se na historické drama Tunnelton z Británie. Během večera ženy popíjí alkohol. Dalšího dne se Marge vzbudí s kocovinou, a tak musí jít do kostela jen Homer s dětmi.
V kostele jsou děti odvedeny do nedělní školy s Helenou Lovejoyovou. Bart je vyzván, aby přednesl svůj referát na téma „Cti otce svého i matku svou“, v němž tvrdí, že Marge je jednička a v ironii přednáší, že Homer není ťulpas a že ho ctí.
Homera mezitím bohoslužba omrzí a využije Maggie jako záminku, aby se dostal z kostela. Po zhlédnutí Bartovy prezentace se Homer rozzuří. Doma Marge přemluví Homera, aby vzal svého syna do práce, což by mělo změnit jeho pohled na otce. Druhý den vezme Barta do Springfieldské jaderné elektrárny, i přestože o to nestojí.
V práci Homer ukáže Bartovi to nejlepší ze své práce a získá si tím jeho respekt. Dalšího dne se Bart obleče jako Homer a oznámí, že se chce stát bezpečnostním technikem v jaderné elektrárně. Homer se pro Barta stane novým hrdinou, což netají ani před ostatními dětmi ve škole, ačkoli Líza mu stále něco naznačuje.
Bart opět navštíví Homera v elektrárně, ale v jeho pracovně najde jen údržbáře. V hudebním čísle začne mluvit o historii střední třídy v USA. Později se s rapem přidá i Líza, aby mu vysvětlila, že Homerova práce je zastaralá a že ji může vykonávat robot. Bart taktéž rapováním sdělí, že jsou i jiné způsoby, jak si vydělat peníze (kryptoměny, sociální sítě atd.). Narazí však na tvrdou realitu, kterou mu zpěvem předají další obyvatelé Springfieldu.
Bart zjistí, že je to pravda, a jde do svého domku na stromě. Vedle něj se opět zjeví údržbář a řekne chlapci „spal to“ (měl na mysli systém). Bart si však jeho slova špatně vyloží a své oblečení spálí na grilu. Od zapáleného grilu chytne však i strom a jeho domek. Barta se naštěstí ujmou springfieldští hasiči. Poté, co se zpěvem hasičů dozví, že tato práce je dobře placená a stále žádaná, se Bart rozhodne, že se chce stát hasičem.
Během mezititulkové scény Marge s Homerem uklízejí spoušť, kterou na zahradě způsobil Bart.

## Produkce
Děj epizody je inspirován článkem Dani Alexis Ryskampové „The Life in The Simpsons Is No Longer Attainable“ (Život v Simpsonových již není dosažitelný) publikovaný na webu The Atlantic.
Píseň chudoby je poslední epizoda, na které spolupracoval Chris Ledesma jako editor hudby. Ledesma editoval všechny předchozí díly Simpsonových.
Gaučový gag navrhl Spiker Monster, venezuelský umělec, který si získal pozornost štábu seriálu na Twitteru za svůj fanouškovský webový komiks Those Springfield Kids a vytváření tzv. fan artů v reakci na každý díl 33. řady.

## Kulturní odkazy
Původní název dílu a hudební číslo jsou odkazem na americký dětský program Schoolhouse Rock!
Seriál, který ženy sledují na začátku, je parodií na seriál Netflixu Bridgertonovi.
Důchodci si v písni stěžují, že Facebook (vedený Markem Zuckerbergem) se živí jejich strachy a zabíjí demokracii. Píseň je taktéž parodií na amerického moderátora Tuckera Carlsona, který říká: „Putin prezidentem, za okamžik na Fox News.“ („Putin for president, next on Fox News.“) V českém dabingu zaznělo: „Putin prezidentem, za okamžik v telce.“

## Přijetí

### Sledovanost
Ve Spojených státech díl během premiéry sledovalo 0,93 milionu diváků.

### Kritika
Tony Sokol z Den of Geek ohodnotil epizodu čtyřmi hvězdičkami z pěti a napsal: „Simpsonovi se znovu přihlásili ke svým kořenům proti vedení vládnoucí třídy. Domek na stromě je metafora. I když pravděpodobně nepřeruší každoroční Speciální čarodějnické díly, je traumaticky mnohem děsivější. Finále řady dokončuje tanec, který Simpsonovi zahájili, když Matt Selman přišel s melodiemi na počátku řady – třiatřicátá sezóna začala muzikálem Hvězda zákulisí a končí odhozením mikrofonu.“
Marcus Gibson z webu Bubbleblabber udělil dílu 7,5 bodů z 10 s komentářem: „Celkově vzato nemá díl Píseň chudoby dost písní na to, aby se dal považovat za muzikál, a jeho témata se jen těžko vyrovnají živelnosti jeho melodií. Má však dostatek dějových a komediálních momentů na to, aby poskytl příjemný melodický výlet světem ekonomiky. Humor zahrnující vykrádačku Bridgertonových byl slušným rozptýlením, dokud se v druhé polovině nedostane k parodii Schoolhouse Rock! Zařazení zpívajícího Hugha Jackmana také dělá z tohoto završení řady melodickou lahůdku pro lidi, kteří si užívají jeho hudebního nadání. Tato série je plná vzestupů a pádů a jsem rád, že skončila na optimistickou a humornou notu, nikoliv na kyselou.“